# Varde Friluftsscene
Varde friluftsscene ligger i Arnbjerg i Varde.
Friluftsscenen ligger i Arnbjerg som et amfiteater, og benyttes blandt andet til Open Air Varde.